# Massimo Lombardo
Massimo Lombardo (ur. 9 stycznia 1973 w Bellinzonie) – szwajcarski piłkarz występujący na pozycji pomocnika.

## Kariera klubowa
Lombardo karierę rozpoczynał w 1990 roku w drugoligowym klubie AC Bellinzona. W 1992 roku przeszedł do pierwszoligowego Grasshopper Club. W 1994 roku zdobył z nim Puchar Szwajcarii, a w 1995 oraz w 1996 mistrzostwo Szwajcarii.
W 1997 roku Lombardo odszedł do włoskiej Perugii z Serie B. W 1998 roku wrócił do Szwajcarii, gdzie został graczem pierwszoligowego FC Lugano. Następnie grał w innych pierwszoligowych zespołach, Lausanne Sports oraz Servette FC, trzecioligowym Meyrin FC, pierwszoligowym Neuchâtel Xamax oraz Stade Nyonnais, z którym w 2008 roku awansował z trzeciej do drugiej ligi. W 2009 roku zakończył karierę.

## Kariera reprezentacyjna
W reprezentacji Szwajcarii Lombardo zadebiutował 24 kwietnia 1996 roku w wygranym 2:0 towarzyskim meczu z Walią. W latach 1996–2002 w drużynie narodowej rozegrał 15 spotkań i zdobył 1 bramkę.